# Menekülés a mezőről
A Menekülés a mezőről (eredeti cím: Escape the Field) 2022-es amerikai filmthriller, amelyet Emerson Moore rendezett. A főbb szerepekben Jordan Claire Robbins, Theo Rossi és Shane West látható.
Amerikában 2022. május 6-án mutatták be a mozikban. Magyarországon az HBO Max mutatta be 2023. március 3-án.

## Cselekmény
Hat elrabolt idegen egy végtelen kukoricaföldön ébred. Mivel nem tudják, hogy ki rabolta el őket, egy ellenséges környezetben kell túlélniük, rejtvényeket kell megoldaniuk a saját képességeik és a rendelkezésükre bocsátott tárgyak segítségével; többek között gyufával, iránytűvel, kulaccsal, egylövetű pisztollyal, lámpással és késsel.

## Szereplők
| Szerep     | Színész               | Magyar hang        |
| ---------- | --------------------- | ------------------ |
| Sam        | Jordan Claire Robbins | Sipos Eszter Anna  |
| Tyler      | Theo Rossi            | Welker Gábor       |
| Ryan       | Shane West            | Varga Gábor        |
| Denise     | Elena Juatco          | Bogdányi Titanilla |
| Ethan      | Julian Feder          | Baráth István      |
| Cameron    | Tahirah Sharif        | Gáspár Kata        |
| Üzletember | Emerson Moore         | Seder Gábor        |
| Teremtmény | Jeff Kress            | Törköly Levente    |

### Magyar változat
- Magyar szöveg: Petőcz István
- Hangmérnök: Büki Marcell
- Vágó: Kránitz Bence
- Gyártásvezető: Kablay Luca
- Szinkronrendező: Stern Dániel
- Produkciós vezető: Dallos Miklós

A szinkront az Iyuno Hungary készítette el.

## A film készítése
A Robbins által játszott szerepet eredetileg Crystal Reed kapta.
A forgatás 2020. szeptemberében kezdődött Torontoban.

## Bemutató
2022 februárjában bejelentették, hogy a Lionsgate megszerezte a film észak-amerikai és egyesült királyságbeli forgalmazási jogait.